# Confluence (software)
Confluence es un software de colaboración en equipo. Escrito en Java y utilizado principalmente en entornos corporativos, está desarrollado y comercializado por Atlassian. Confluence se vende tanto como software de uso local como en el modelo de software como servicio.

## Historia
Confluence 1.0 se publicó el 25 de marzo de 2004. El propósito declarado de la versión 1.0 era "construir una aplicación acorde a los requisitos de un sistema de administración de conocimiento empresarial, sin perder la simplicidad esencial y potente del wiki en el proceso."
En versiones recientes, Confluence ha evolucionado como parte de una plataforma de colaboración integrada, y ha sido adaptado para trabajar conjuntamente con JIRA y otros productos de software de Atlassian: FishEye, Clover, Crucible, Bamboo y Crowd.
En 2014 se publicó el Centro de Datos de Confluence, para ofrecer a los clientes alta disponibilidad con balanceo de carga a través de nodos en una configuración de clusters.

## Análisis
El libro Marketing de Medios de comunicación Sociales para Dummies considera Confluence una "empresa emergente de software social" que se ha "convertido un jugador establecido". Wikis para Dummies lo describe como "uno de los wikis más populares en entornos corporativos", "fácil de instalar y utilizar" y "una excepción a la regla" que las capacidades de búsqueda del software para wiki no funcionan bien.
eWeek cita como nuevas características en la versión 4 el auto formato y auto completado, wiki unificada, WYSIWYG, notificaciones de red social, arrastrar y soltar archivos multimedia. Casos de uso incluyen, comunicación básica de empresa, espacios de colaboración para intercambio de conocimiento, redes sociales, Administración de Información Personal y gestión de proyectos. El diario alemán ComputerWoche de IDG lo compara con Microsoft SharePoint y lo encuentra "un buen punto de partida" como plataforma para colaboración empresarial social, mientras SharePoint es mejor para compañías con procesos más estructurados.
Confluence incluye plantillas CSS instaladas para dar formato y estilos a todas las páginas, incluidas aquellas importadas de documentos de Word. Construido para búsquedas, permite consultas por fecha, autor de la página y tipo de contenido como gráficos.
La herramienta tiene añadidos para integración con formatos estándar, con una API de programación flexible que permite expansión. El software destaca como herramienta de esbozo para requisitos, que pueden enlazarse a tareas en el sistema de seguimiento de incidencias de JIRA de la misma compañía.

## Controversia sobre la discontinuación del lenguaje de marcado wiki
Desde la versión 4.0, Confluence no soporta un lenguaje de wikitexto.  Esto ha motivado una discusión de algunos usuarios de versiones anteriores (mayoritariamente técnicas) que rechazan el cambio.
En respuesta, Atlassian ha proporcionado un editor de código fuente como plugin, el cual permite a los usuarios avanzados editar el documento en formato XHTML. Sin embargo, a pesar de que el lenguaje de marcado está basado en XHTML, no es totalmente compatible con XHTML, así que se le denomina con más exactitud, marcado XML como XHTML.
Además, se puede escribir wikitexto en el editor y Confluence auto completa y auto formatea el texto a medida que se teclea. Después de esta conversión en tiempo real, el contenido no puede ser editado como wikitexto de nuevo.
Un usuario de Confluence publicó un esquema XML y un DTD para el formato de almacenamiento de Confluence 4. El mismo usuario ha desarrollado páginas web que convierten un subconjunto limitado de XML de Confluence o contenido de un editor de texto enriquecido a wikitexto.